# 拉布卡-茲德魯伊
拉布卡-茲德魯伊是波蘭的城鎮，位於該國南部，由小波蘭省負責管轄，面積36.59平方公里，最高點海拔高度560米，鎮上的水療設施用於治療哮喘和上呼吸道疾病，2006年人口13,052。

## 友好城市
- 法國 马耶讷河畔贡捷堡

## 外部連結
- Official site （波兰語）
- Rabka-Zdrój （波兰語）
- Interactive Map （页面存档备份，存于）
- Jewish Community in Rabka-Zdrój （页面存档备份，存于） on Virtual Shtetl